# The Visit (película)
The Visit es una película de suspenso y comedia romántica nigeriana de 2015 dirigida por Olufunke Fayoyin y producida por Biodun Stephens. Está protagonizada por Nse Ikpe Etim, Femi Jacobs, Blossom Chukwujekwu y Bayray McNwizu. Narra la historia de dos parejas con estilos de vida diametralmente opuestos y cómo manejan los conflictos al convivir en el mismo edificio.

## Elenco
- Nse Ikpe-Etim como Ajiri Shagaya
- Femi Jacobs como Chidi Nebo
- Blossom Chukwujekwu como Lanre Shagaya
- Bayray McNwizu como Eugenia Nebo

## Lanzamiento
El avance oficial fue lanzado el 22 de septiembre de 2015 por FilmOne. The Visit se estrenó el 16 de octubre del mismo año.

## Recepción
En general, fue recibida con críticas positivas, siendo en su mayoría elogiada por su guion y actuaciones. Nollywood reinvented elogió su novedad y la calificó con un 76%. Tofarati Ige, de la revista E24-7, comentó: "contrariamente a los temores de que la película, con sólo cuatro actores y ambientada en un solo lugar, sea aburrida, no hay un momento tedioso en la película de más de dos horas. The Visit es seguramente una película por la que vale la pena visitar el cine". Bola Aduwo en Nollywood Access elogió las actuaciones y el guion, comentando que: "Fue mucho más allá de mis expectativas. Estos cuatro talentosos actores nos mantuvieron hechizados desde el principio hasta el final y nos hicieron chillar de risa y gritar pidiendo más". Xplore Nollywood elogió el guion y las actuaciones de los protagonistas, concluyendo que "Es definitivamente una visita obligada", y le otorgó 6.5 estrellas sobre 10.